# Fernando Galetto
Fernando Galetto (Monte Cristo, Córdoba, Argentina; 13 de abril de 1971) es un exfutbolista argentino retirado que se desempeñaba en la posición de mediocampista central. Fue campeón con el Club Atlético San Lorenzo de Almagro del Torneo Clausura 1995. Está casado con María José Galíndez y tiene tres hijos.

## Trayectoria
Realizó las categorías inferiores en el Club Atlético El Carmen de Monte Cristo, Córboba, Argentina. 
Comenzó su carrera profesional jugando para Racing de Córdoba antes de trasladarse a Talleres a los 21 años en 1992. Unos meses más tarde, se unió a Lanús antes de mudarse a San Lorenzo de Almagro, en donde debutó frente a Gimnasia de La Plata por la primera fecha del Apertura 1994, además formó parte del equipo que ganó el Torneo Clausura 1995.
En 1999 se unió a Panathinaikos de Grecia por 1.500.000 de dólares, donde jugó durante tres años un total de 50 partidos por liga y anotó su único gol frente a Olympiacos FC. Después de su regreso de Grecia, jugó para Lanús por una temporada, para poner fin a su carrera como futbolista profesional en el club del cual surgió, Racing de Córdoba.

## Selección nacional
En 1995, Galetto, tuvo una aparición en la selección Argentina.

## Características
Un exquisito mediocampista central, salida elegante, pisada, ubicación que sobresalió con su juego en la década del '90.

## Actualidad
Después de su retiro profesional del fútbol se ha dedicado a la administración del campo que posee en la localidad de Monte Cristo.

## Clubes
| Club                   | País      | Año       | PJ  | Gol |
| ---------------------- | --------- | --------- | --- | --- |
| Racing de Córdoba      | Argentina | 1990-1992 | ?   | ?   |
| Talleres               | Argentina | 1992-1993 | 37  | 0   |
| Lanús                  | Argentina | 1993-1994 | 33  | 1   |
| San Lorenzo de Almagro | Argentina | 1994-1999 | 148 | 2   |
| Panathinaikos          | Grecia    | 1999-2002 | 50  | 1   |
| Lanús                  | Argentina | 2002-2003 | 7   | 0   |
| Racing de Córdoba      | Argentina | 2004-2005 | 15  | 0   |

## Palmarés

### Torneos nacionales
| Título           | Equipo      | País      | Año    |
| ---------------- | ----------- | --------- | ------ |
| Primera División | San Lorenzo | Argentina | C-1995 |